# 18 Komenda Odcinka Słupsk
18 Komenda Odcinka Słupsk – samodzielny pododdział Wojsk Ochrony Pogranicza.
16 Komenda Odcinka sformowana została w 1946 w strukturze organizacyjnej 4 Morskiego Oddziału Ochrony Pogranicza. Później jej komendantura została przeniesiona do Ustki. W 1948, na bazie 18 Komendy Odcinka sformowano Samodzielny Batalion Ochrony Pogranicza nr 24.

## Struktura organizacyjna
Dyslokacja 18 Komendy Odcinka Słupsk przedstawiała się następująco:
- Komendantura odcinka nr 16 – Słupsk
- 86 strażnica – Słupsk
- 87 strażnica – Modła
- 88 strażnica – Dębina
- 89 strażnica – Rowy[5]
- 90 strażnica – Łeba

## Dowódcy odcinka
- kpt. W. Drejer
- p.o. por. Mikołaj Rodziewicz (był 10.1946)[b].